# Церква Успіння Пресвятої Богородиці (Зозулинці)
Церква Успіння Пресвятої Богородиці в Зозулинцях — однойменні парафії і храми греко-католицької та православної громад у селі Зозулинці Чортківського району Тернопільської области.

## Відомості
Греко-католицька парафія в селі Зозулинці була заснована у XVIII столітті. Дерев'яна церква, збудована у 1784 році та названа на честь Успіння Пресвятої Богородиці, згоріла під час великої пожежі у 1941 році. У 1910 році громада збудувала нову, велику кам'яну церкву, яку освятив єпископ Григорій Хомишин. Нині цей храм є пам'яткою архітектури місцевого значення.
У 1961 році церкву закрила державна влада. Партійні функціонери розбили іконостас, але, на прохання селян, його вивезли до церкви в селі Кулаківці. З 1983 по 1988 рік у приміщенні церкви діяв краєзнавчий музей.
У 1989 році храм відкрили у підпорядкуванні Московського патріархату. З грудня 1991 року греко-католицька громада, з ініціативи о. Миколи Должука, відокремилася. Богослужіння проводили просто неба біля хреста. У 1998 році збудували невелику капличку, яка не могла вмістити всіх парафіян. У 2003 році за пожертви прихожан звели більшу каплицю, а у 2008 році до неї добудували церкву.
При греко-католицькій церкві діють: Вівтарна дружина, братство «Апостольство молитви» та спільнота «Матері у молитві».

## Парохи
УГКЦ
- о. Василь Савчинський ([1832]—1861+)
- о. Михайло Дольницький (1859—1861, сотрудник)
- о. Михайло Дольницький (1861—1862, адміністратор)
- о. Михайло Дольницький (1862—1894+)
- о. Іланій Герасимович (1875—1876, сотрудник)
- о. Михайло Костецький (1876—1878, сотрудник)
- о. Михайло Соловка (1878—1879, сотрудник)
- о. Олександр Балицький (1879—1881, сотрудник)
- о. Теофіл Лавровський (1881—1883, сотрудник)
- о. Володислав Нанасий (1883—1888, сотрудник)
- о. Кирило Дольницкий (до 1936),
- о. Василь Новізівський,
- о. Микола Должук,
- о. Ігор Ракочий (2000—2002),
- о. Василь Щур (з 2002).

ПЦУ
- о. Володимир Кочергін — нині[3].